# Őrmező (Szlovákia)
Őrmező (szlovákul: Strážske) kisváros Szlovákiában, a Kassai kerület Nagymihályi járásában. Gödrös tartozik hozzá.

## Fekvése
Nagymihálytól 15 km-re északra, a Laborc partján fekszik.

## Története
Területe már a kőkorszakban és a bronzkorban lakott volt.
A mai település valószínűleg már a 11. században létezett, első lakói idetelepített határőrök lehettek, erre utal neve is.
Első ízben az egri káptalan birtokainak 1337-es összeírása említi „Ewrmezew” néven. Őrmező ekkor a nagymihályi uradalom része volt és gótikus temploma is állt. A Sztáray család birtoka, majd 1451-ben a Drugetheké. 1551-ben 11 portája volt. A 16. században a Rákóczi-családé, 1698-tól a Szirmay és Okolicsányi családoké. A 17. században a homonnai uradalomhoz tartozott. 1715-ben 53 háztartása volt. 1787-ben 103 házában 861 lakos élt. A 18. században az Okolicsányi és a Szentiványi, később a Szirmay nemzetségek birtoka.
A 18. század végén Vályi András így ír róla: „ŐRMEZŐ. Tót falu Zemplén Várm. földes Ura Okolicsányi Uraság, lakosai külömbfélék, fekszik n. k. Krivostyánhoz 1/4, n. ny. Hrabóczhoz 1 órányira, határja három nyomásbéli, gabonát, zabot, jó búzát, és árpát tsekélyebben terem, mezeje térséges, és nyirkos, erdeje tölgyes, és bikkes, az Uraságnak itten nagy majorja van, és lakó helyével ékesíttetik, réttye kevés, piatzok Homonnán.”
1828-ban 152 háza és 1153 lakosa volt. Lakói mezőgazdasággal és állattartással foglalkoztak. 1871-ben megépült a Nagymihály–Homonna vasútvonal, mely bekapcsolta a települést a városok közötti közlekedésbe.
Fényes Elek 1851-ben kiadott geográfiai szótárában így ír a faluról: „Őrmező, tót-orosz f. Sztárához 1/2 órányira: 670 romai, 428 gör. kath., 6 evang., 50 zsidó lak. Romai és görög kath. anyaszentegyház. Szép kastély egy gyönyörű angol kerttel. Tehenészet. 1470 hold termékeny szántóföld. Jó rét. F. U. Okolicsányi János örökösei. ”
Borovszky Samu monográfiasorozatának Zemplén vármegyét tárgyaló része szerint: „Őrmező, laborczmenti kisközség 215 házzal és 1039, nagyobbára tótajkú és róm. kath. vallású lakossal. Saját postája, távírója és vasúti állomása van. Hajdan a kir. előőrsök vagy őrök tanyája. 1451-ben a Drugethek az urai, 1471-ben Nagymihályi Andrást és 1481-ben Eödönffy Andrást – ki az előbbivel azonosnak látszik – iktatják részeibe. 1551-ben Perneczky Imre, 1586-ban Hrabóczy Katalin és Krucsay Menyhért lépnek be birtokosai sorába, de 1587-ben a Balpataky családnak és Csyzy Miklósnak is van itten részük. Az 1598-iki összeírás Rákóczy Ferenczet, Nyárády Albertet, Homonnai Borbálát, Györgyöt és Istvánt, Krucsay Menyhértet, Taros Istvánt és Balpataky Simon özvegyét sorolja fel birtokosaiként. 1698-ban egészen a homonnai uradalom tartozéka s azóta az Okolicsányi és a gróf Szirmay család az ura. Most gróf Széchenyi Imrénének és fiának, Lászlónak van itt nagyobb birtokuk. A község határában kőolajfinomító telep van. Két kastélya közül az egyik azelőtt az Okolicsányiaké volt; a másik, díszesebb kastélyt 1901-ben építtette gróf Széchenyi Imréné. E kastélyban sok nagybecsű és nevezetes tárgy van elhelyezve. Van itt egyebek között egy óriási sèvresi váza, mely Vilmos német császár ajándéka, továbbá Bismarck képe Lenbachtól, melyet a kanczellár ajándékozott Széchenyi nagykövetnek, gróf Széchenyi László afrikai vadászati trofeumai stb. s körülbelül 2000 kötetből álló könyvtár. A község két temploma közül a róm. kath. 1800-ban, a gör. kath. 1794-ben épült. Ide tartozik Plány-tanya is. Őrmező táján feküdt hajdan Vagyakócz község, mely a XV. században Vagykócz alias Radkócz néven szerepel. Birtokviszonyai nagyjában azonosak Őrmezőével. A mult század elején már mint puszta, a Sztárayak és Nátafalussyak birtoka.”
1920-ig Zemplén vármegye Nagymihályi járásához tartozott.
1960-ban csatolták hozzá Gödröst.

## Népessége
| Év:            | 1994. | 2004.   | 2014.   | 2024.   |
| -------------- | ----- | ------- | ------- | ------- |
| Emberek száma: | 4427  | 4455    | 4398    | 4166    |
| Eltérés:       |       | +0,63 % | -1,27 % | -5,27 % |

| Év:            | 2023. | 2024.   |
| -------------- | ----- | ------- |
| Emberek száma: | 4191  | 4166    |
| Eltérés:       |       | -0,59 % |

1910-ben 1091-en, többségében szlovák anyanyelvűek lakták, jelentős magyar kisebbséggel.
2001-ben 4474 lakosából 4312 szlovák volt.
2011-ben 4416 lakosából 3986 szlovák volt.

## Neves személyek
- Itt született 1909-ben Szalay Lajos (1909-1995) Kossuth-díjas magyar grafikus, a 20. századi magyar rajzművészet megújítója.

## Nevezetességei
- Görögkatolikus temploma a 14. században készült el, eredetileg gótikus stílusban. A 18. század elején átépítették, de egy földrengés súlyosan megrongálta. 1778-1779-ben helyreállították.
- Római katolikus temploma 1840-ben épült.
- A Széchenyi család klasszicista kastélya 1901-ben épült.

## Kapcsolódó szócikk
- Gödrös